# 赵中伟
赵中伟，中南大学教授，中国工程院院士，长期从事有色金属冶金与材料制备领域的研究，主要聚焦金属提取与分离技术。担任中国金属学会冶金过程物理化学委员会委员、中国钨业协会理事等职务，还曾于2011年入选中国教育部长江学者特聘教授。